# Крёстный отец Гонконга
«Крёстный отец Гонконга» (англ. Hong Kong Godfather, иер. трад. 尖東梟雄, упр. 尖东枭雄, кант.-рус.: Чим Тун хиу хун, буквально: «Храбрецы Чимсачёй-Ист») — гонконгский криминальный боевик 1985 года производства студии братьев Шао. Главные роли исполнили Лён Каянь и Чхёй Сиукён. Режиссёр и сценарист — Джонни Ван.

## Сюжет
Безумный Вай — бывший член гонконгской триады, когда-то вынужденный покинуть преступный мир ради воспитания дочери после смерти жены. Когда лидер другой триады Лам Кахэй, возглавляющий банду в манхэттенском Чайна-тауне, решает захватить территории в районе Гонконга Чимсачёй-Ист, принадлежащие бывшему боссу Вая Хоню, то воздействует на его подчинённого Тухлого Чхи, чтобы тот предал и убил своего босса. Узнав о смерти Хоня, Вай клянётся отомстить. В это же время Лам Кахэй похищает юную дочь Вая. Безумный Вай вместе со своими старыми друзьями, Плейбоем Луном и сержантом Ламом, вступают в кровавую схватку с Лам Кахэем и его людьми, чтобы отомстить за своего босса и спасти дочь Вая.

## В ролях
| Актёр       | Роль              |
| ----------- | ----------------- |
| Лён Каянь   | Безумный Вай      |
| Чхёй Сиукён | Плейбой Лун       |
| Сюй Шуюань  | Конни             |
| Джонни Ван  | наёмник Лам Кахэя |
| Сам Вай     | Тухлый Чхи        |
| Ричард Чён  | сержант Лам       |
| Сэк Кинь    | босс Хонь         |
| Вон Чёнь    | Лам Кахэй         |

## Кассовые сборы
Фильм заработал 3 213 478 HK$ в кинопрокате Гонконга в период с 27 октября по 8 ноября 1985 года.

## Отзывы
Рой Хрэб с ресурса DVD Verdict пишет про фильм следующее: «Плохая игра, плохой сюжет, безумная жестокость. „Крёстный отец Гонконга“ — это фильм с чёткой задачей и целью. Если вы согласны с этим, вам понравится».
Борис Хохлов с сайта Hong Kong Cinema оценивает «Крёстного отца Гонконга» на 7 из 10, резюмируя, что «это качественный и крепенький, но до обидного несовершенный криминальный боевик».